# 寶可夢特別篇
《寶可夢特別篇》是寶可夢漫畫改編作品之一，採章節制進行。腳本編劇為日下秀憲，作畫起初為真斗、後由山本智接續。目前於網路平台《週刊CoroCoro Comic》上進行連載（月更）。後期由於時間進度的安排及連載體系的影響，部分章節未能在連載時完結，直接以單行本出版。目前最新章節是「朱·紫篇」，全部章節加起來已經連載了700回以上。特別篇為神奇寶貝改編漫畫中最受歡迎的作品，也是除了皮皮傳外唯二長青的作品。
故事情節主要是跟隨寶可夢的主線遊戲（從最初的「紅·綠」版開始）進行，並圍繞著主角群「圖鑑持有人」與神奇寶貝的冒險以及反派的陰謀。這個漫畫最大特點之一，每個主角分別對應任天堂所推出電玩版本。這些主角主要以遊戲中的男女主角或勁敵為主，也有些（如小洛、米拉特）是《神奇寶貝特別篇》的原創角色。隨著版本增多，主角也會越來越多。
故事的每一回標題幾乎都是《VS XXX（XXX是某幾隻寶可夢）》（部分決戰章節和火紅·葉綠篇（無標題）除外；從X·Y篇開始就沒採用此標題，但仍使用神奇寶貝的名稱+副標題命名）。此外，故事雖然是以遊戲情節為藍本，但對於寶可夢的對戰、世界觀以及情節有著自己的表現手法，和動畫、電玩的設定有不少出入。
由於連載體制的關係，特別篇自X·Y篇起開始推出先行本，率先收錄連載版本的內容，待後續前面章節進度完成後再收錄至正式單行本（部分內容會修改及增加新情節）。
該作曾被神奇寶貝原案田尻智推薦為「最接近其世界觀」的作品，也曾被多名官方人士連續推薦。
本作於2015年推出日文版單行本數位電子版，提供讀者於網路上購買閱讀。後來海外代理商VIZ亦於2018年推出英文版電子版。

## 簡介

### 章節概要
| 章節編號 | 篇名                              | 主要角色                                                       | 話數               | 回數     | 收錄單行本 | 先行本  |
| -------- | --------------------------------- | -------------------------------------------------------------- | ------------------ | -------- | ---------- | ------- |
| 第1章    | 紅·綠·藍篇                        | 小智 （赤紅）、小茂 （青綠）、小藍                             | 全40話             | 1－40    | 1－3       | 無      |
| 第2章    | 小洛篇                            | 小洛、小智、小茂、小藍                                         | 全50話             | 41－90   | 4－7       | 無      |
| 第3章    | 金·銀·水晶篇                      | 阿金、阿銀、克麗絲 小智、小茂、小藍、小洛                      | 全90話             | 91－180  | 8－15      | 無      |
| 第4章    | 紅寶石·藍寶石篇                   | 路比、莎菲雅                                                   | 全87話             | 181－267 | 15－22     | 無      |
| 第5章    | 火紅·葉綠篇                       | 小智、小茂、小藍、小洛、阿銀                                   | 全35話             | 268－302 | 22－26     | 無      |
| 第6章    | 綠寶石篇                          | 米拉特、路比、莎菲雅 阿金、克麗絲、小智、小茂 小藍、小洛、阿銀 | 全35話             | 303－337 | 26－29     | 無      |
| 第7章    | 鑽石·珍珠篇                       | 戴亞、帕爾、普蘭汀娜                                           | 全79話             | 338－416 | 30－38     | 無      |
| 第8章    | 白金篇                            | 普蘭汀娜、戴亞、帕爾                                           | 全25話             | 417－441 | 38－40     | 無      |
| 第9章    | 心金·魂銀篇                       | 阿金、阿銀、克麗絲                                             | 全19話             | 442－460 | 41－43     | 無      |
| 第10章   | 黑·白篇                           | 布萊克、懷特                                                   | 全64話             | 461－524 | 43－51     | 無      |
| 第11章   | 黑2·白2篇                         | 黑次（拉克茲）、白慈（法依茲） 布萊克、懷特                    | 全24話             | 525－548 | 52－55     | 無      |
| 第12章   | X·Y篇                             | 艾克斯、華依、小茂                                             | 全47話             | 549－595 | 55－62     | 全6集   |
| 第13章   | 終結（Ω）紅寶石·始源（α）藍寶石篇 | 路比、莎菲雅、米拉特、小智、小藍                               | 全23話（連載進度） | 596－    | 62－65     | 全3集   |
| 第14章   | 太陽·月亮·究極之日·究極之月篇     | 桑恩、暮恩                                                     | 全37話（連載進度） | －       | 65－       | 全6集   |
| 第15章   | 劍·盾篇                           | 創人、希露朵米莉雅                                             | 全43話（連載進度） | －       | －         | 全7集   |
| 第16章   | 朱·紫篇                           | 維爾利特（バイオレット）、史嘉蕾特（スカーレット）             | －                 | －       | －         | 目前3集 |

### 出版情形
| 國家或地區 | 發行集數 | 出版社                                                             | 連載雜誌                              | 語言     |
| ---------- | -------- | ------------------------------------------------------------------ | ------------------------------------- | -------- |
| 日本       | 64       | 小學館                                                             | CoroCoro Ichiban！                    | 日語     |
| 台灣       | 64       | 青文出版社                                                         | 快樂快樂（停刊）                      | 繁體中文 |
| 香港       | 53       | 香港青文出版社                                                     | 快樂龍（停刊）                        | 繁體中文 |
| 中國大陸   | 64       | 吉林美术出版社（出版） 吉美文化（发行） 嗶哩嗶哩（54集起，電子版） | 龍漫（停刊） 嗶哩嗶哩漫畫（網路平台） | 簡體中文 |
| 美國       | 63       | Viz Media                                                          | -                                     | 英語     |
| 新加坡     | 53       | 創藝出版社（已倒閉） 小學館亞洲（42集起）                          | -                                     | 英語     |

### 作者介紹
在第一至九集是由真斗負責作畫。但因為手疾，第十集以後改由山本智接手。在銜接期間，編輯部特別安排讓原本的主角（阿金、阿銀）失蹤。由於當時仍在第三章連載期間，所以山本智意圖模仿真斗的畫風而不能被一些人接受。當進入第四章紅藍寶石篇後，山本智便開始真正拿出了自己的畫風。腳本則為日下秀憲。

### 與動畫之差異
跟在改編媒體中較為知名的動畫版相較，特別篇聚焦於改編原作遊戲的主要劇情，多對於戰鬥、冒險的描寫，結構亦較為嚴謹。
由於同樣為改編原作設定，角色上也有諸多重複，但人物設定及角色個性與動畫差異相當明顯：例如同樣以遊戲主角為藍本的小智（赤紅（特別篇小智））、小遙（莎菲雅）、小光（普蘭汀娜）、莎莉娜（華依）。

### 日本及海外展況
本作品除了在亞洲地區發行外，在歐美地區亦有發行，儘管初期在海外引進的情況還不普及，但評價普遍不錯，廣為各路粉絲所知，也是神奇寶貝漫畫在海外市場的主要作品。
之後隨著2010年電玩黑·白版的推出，美國和法國甚至於隔年搶先日本先行根據連載整理推出了黑·白篇的先行本，在兩國皆有亮眼的銷售量成績。
而於2012年十一月為了慶祝特別篇的十五周年紀念，特別篇官方特地選在了法國舉辦簽書會，吸引不少粉絲的關注，此次亦是編劇日下首次對讀者公開露面。巧合的是隔年公布的神奇寶貝遊戲新作「神奇寶貝X·Y版」舞台即為以法國為藍本的「卡洛斯地區」。
隨後2013年的暑假，又於日本的神奇寶貝主題商店「神奇寶貝中心」舉辦巡迴簽名會，同年的十一月，又赴往新加坡舉辦單日簽名會。隔年2015年一月，為了慶祝第十三章「終結紅寶石·初始藍寶石篇」開始連載，於日本當時新開幕的神奇寶貝中心「百萬東京」舉辦單日簽名會。
後來於2016年三月，該系列為了紀念即將邁入二十周年，推出了以山本智為主的特別篇藝術集，並且於同期在百萬東京、大阪、廣島三家神奇寶貝中心舉辦簽名會。

## 章節
《神奇寶貝特別篇》由於是根據遊戲系列發行改編，因此採取「章節」制。所謂章節，即是每一章節都有屬於自己的故事，且時而會有新的主角出現，但和以前的章節還是會有一定的相關性，每個角色、基本設定、感情、時間等，基本上都是相同的。雖然後期有些章節採逆時間軸進行，但基本閱讀順序跟隨單行本即可。
目前《神奇寶貝特別篇》已經有了十六個章節，也有了許多主角。主角的說明，該章的首要主角會以粗體表示。
| 章節編號 | 篇名                          | 主角                                                                 | 反派                      | 劇情大綱 | 時間軸                         |
| 第一章   | 紅·綠·藍篇                    | 小智、小茂、小藍                                                     | 火箭隊                    | 南國城鎮真新鎮裡，有一位非常喜愛神奇寶貝的少年「小智」。為了讓自己變得更強，小智造訪大木研究所，並得到博士的認可，從他那得到了一個神奇寶貝圖鑑和神奇寶貝「妙蛙種子」。大木博士還告訴他，只要將圖鑑資料全部收集完成，他就能成為很厲害的神奇寶貝訓練師。 小智並朝著這個目標，展開了他的旅程。旅途中，小智不時會遇到大木博士的孫子「小茂」，兩人在旅程中亦敵亦友地互相成長；另外還遇到了一個神秘而機智的少女「小藍」。 火箭隊是個企圖利用神奇寶貝來獲取更多金錢及利用神奇寶貝的力量征服世界的邪惡組織，因為真新鎮擁有適合神奇寶貝居住的純淨環境，於是他們打算將真新鎮占為己有。小智、小茂、小藍等人，因此來到火箭隊的大本營－金黃市的西爾佛公司和火箭隊進行決戰，他們能夠成功嗎？ 之後，小智來到了常磐森林。森林似乎發生了異變，使得在裡面迷路的小女孩嚇得驚魂未定。還好，小智將這個小女孩送回了她的家－常磐市。在常磐市裡，小智也和火箭隊首領－坂木老大進行了激戰。 之後，小智、小茂、小藍等人，參加了三年一度的神奇寶貝聯盟賽。到底冠軍會獎落誰家呢？ - 本章於2017年為配合本作二十週年紀念推出平裝版，全兩冊。                                                                                 | －                             |
| 第二章   | 小洛篇                        | 小洛、小智、 小茂、小藍                                              | 關都四天王                | 在小智等人與希爾佛公司激烈對戰後的兩年。某天，小智接到以四天王希巴所署名的挑戰書，接受挑戰後下落不明，只剩下傷痕累累的皮卡回到大木研究所。 就在大木博士等人為了尋找小智而忙的不可開交時，戴著草帽的神秘少年「小洛」出現了。他取得大木博士的認可後，帶著皮卡踏上尋找小智的旅程。 在尋找小智的這段期間內，小洛數次和關都四天王發生戰鬥。其實關都四天王的真實目的是想要建立神奇寶貝的理想國，消滅所有人類，只留下同理念的優秀訓練家。為達到此目的，四天王也派了他們的軍團，搶奪能產生強大能量的八個練功場首領徽章。 之後，小洛來到紅蓮島，聽從練功場首領夏伯的話，組成搭檔前往四天王的大本營-蘇芳島。在那裡，小洛遇上了小藍、正輝、曾為小洛做過特訓的小茂以及火箭隊三幹部。由於目的相同，於是他們決定暫時聯手，分成四組，各自和四天王中的一人對戰。究竟他們的策略能夠成功嗎？而小洛的草帽裡又隱藏著什麼樣的秘密？ | 第一章兩年後                   |
| 第三章   | 金·銀·水晶篇                  | 阿金、阿銀、 克麗絲、小智、 小茂、小藍、小洛                         | 戴面具的男子、 火箭隊殘黨 | 關都四天王之戰過後一年，新的冒險在城都地方展開。和神奇寶貝情同手足的少年「阿金」，為了追查從空木研究所偷走小鋸鱷及從大木博士那偷走新神奇寶貝圖鑑的神秘少年「阿銀」，帶著火球鼠等神奇寶貝與好不容易爭取回來的新圖鑑一起踏上旅程。 另一方面，為了蒐集齊全圖鑑的資料，大木博士找來了捕獲專家「克麗絲」。三人究竟會在什麼樣的情況下聚集在一起呢？而水君、雷公、炎帝也從地震後的圓朱市甦醒了。他們會為訓練師的旅程帶來什麼樣的變化？ 另外，阻擋在三人面前的神秘敵人－戴面具的男子，其真面目似乎是練功場首領，為此神奇寶貝協會召集了關都和城都的練功場首領，打算進行對抗戰，並從中找出犯人。至於小智等關都的主角們也因為各自有事而來到了城都地方，和擁有新圖鑑的三人會合。 到底戴面具的男子召集火箭隊殘黨、捕捉鳳王和洛奇亞的目的為何？擁有歷代圖鑑的少男少女們能順利阻止他的陰謀嗎？練功場首領也將進行精采的對決...！ 緊張刺激的第三章故事，就此展開！ - 本章另外還有推出兩回外傳，以2011年人氣投票居冠的小智和皮卡（皮卡丘）為主角，描述和阿金在白銀山修行的情節，收錄在單本雜誌《Pokémon the Comic》中（2013年推出）。                                                                           | 第二章一年後                   |
| 第四章   | 紅寶石·藍寶石篇               | 路比、莎菲雅                                                         | 火岩隊、水艦隊            | 「戴面具的男子」事件發生後一年，在豐緣地方，一個剛從城都地方的滿金市（小金市）搬來這的少年「路比」，為了參加這個地方的神奇寶貝華麗大賽，不顧父親的反對，偷偷離家出走，沒想到卻因為因緣巧合，遇上了野性化少女「莎菲雅」。 莎菲雅是小田卷博士的女兒，由於莎菲雅是以稱霸豐緣地方所有練功場為目標，兩人因此起了爭執，於是並訂下了80天的約定，看誰最快在期限內完成目標，以證明自己的實力，就這樣，兩人踏上了各自的旅程。 同時，豐緣地方的兩個神秘集團－火岩隊和水艦隊也在蠢蠢欲動，他們的目的是要讓超古代神奇寶貝－固拉多和蓋歐卡復活，好建造自己的理想世界，為此，豐緣地方的練功場首領緊急召開會議，商討對策。 究竟有沒有人能夠阻止這兩大集團的野心呢？路比和莎菲雅是否能達成自己的目標呢？又是什麼命運將他們兩個緊緊纏在一起呢？全新的傳說即將展開！ - 本章於2011年因應紀念銷售一千萬本，推出厚裝再版（My First WIDE版 / 廉價版），預定全三冊。 - 然而由於東日本大震災的關係（因其內容涉及地震和海嘯），目前2、3集已取消發售。 - 於2014年配合寶石版重製「終結紅寶石·始源藍寶石」的發售、及紀念特別篇銷售突破一千兩百萬本，再次重新推出My First BIG Special版，全四冊，另外還收錄第十三章的序章。 | 第三章一年半後                 |
| 第五章   | 火紅·葉綠篇                   | 小智、小茂、小藍、 小洛、阿銀                                        | 火箭隊                    | 固拉多和蓋歐卡大戰後半年，小智與小茂好不容易回到了真新鎮（純白鎮），卻發現博士不在家，並要求他們將圖鑑繳回，還給了他們一張船票。他們便搭了船前往七之島，並在船上碰見了小藍，在七之島會發生什麼樣的事呢？ 另一方面，關都地方的常磐市裡，小洛碰見了阿銀。阿銀透過記憶，經過小洛的繪畫，在常磐市道場找到了可能是他爸爸的銅像。原來，阿銀的爸爸就是坂木？驚訝之餘，在常磐森林裡他倆也碰到了一場激戰！ | 第四章半年後                   |
| 第六章   | 綠寶石篇                      | 米拉特、路比、 莎菲雅、阿金、 克麗絲、小智、 小茂、小藍、 小洛、阿銀 | 鎧甲男                    | 七之島騷動約兩個月後，被名為對戰開拓區的神奇寶貝對戰專區開發完成，正籌備著開幕式。突然有名少年被夢幻神奇寶貝－拉帝亞斯及拉帝歐斯帶到那裡去。他的名字是米拉特，沒有攜帶任何神奇寶貝卻熱衷於「神奇寶貝對戰」，揚言要「稱霸」對戰開拓區。打算向對戰塔提出挑戰申請的米拉特，好巧不巧的打斷了開幕式。米拉特當然被開拓之腦們訓了一頓，但蒞臨的媒體卻以為是開幕式的橋段之一，開拓之腦們為避免混亂，對媒體宣佈設施開放的7天，將給予米拉特對戰開拓區的挑戰權，於是米拉特的對戰之旅開始了。 另一方面，與對戰開拓區幾乎同時間甦醒的「許願星－基拉祈」，也被一股覬覦那股力量的魔爪悄悄逼近…… - 主要連載於Pokemon Wonderland（從vol.9開始），單行本第26本開始連載。 | 第五章四個月後                 |
| 第七章   | 鑽石·珍珠篇                   | 戴亞、帕爾、 大小姐（普蘭汀娜）                                      | 銀河隊                    | 神奧地區的名門家族「貝爾里慈家族」（ベルリッツ家）的大小姐（普蘭汀娜）正期待著旅行出發的日子，由於要繼承家業，就必須先親自前往天冠山收集製作家徽的材料作為儀式，因此大小姐的父親並雇用了兩個保鑣陪她一同出門旅行，同時為山梨博士收集神奇寶貝的資料。 另一方面，戴亞蒙德和帕爾兩名少年為了讓幼稚園的小朋友能夠有笑容，向著搞笑相聲藝人為目標參加比賽。兩人因為在比賽中獲得了特別獎，而得了單車旅行卷（在一周內無限期使用真砂鎮公園的自行車），然而他們卻因為不小心與山梨博士對撞，而將旅行卷與保鑣的聘書對換了。大小姐因為圍巾的顏色將他們誤認為偽裝成同年齡的保鑣，戴亞和帕爾則是將大小姐當成旅行的導遊。 在這誤打誤撞的情況下，三人於是並一同展開旅行，而大小姐也在一次機緣下以挑戰道館訓練家作為順路的目標。然而就在同時，名為銀河隊的團體開始在神奧地區蠢蠢欲動，他們為了湊足研究用的經費，暗中計畫企圖綁架大小姐，究竟他們的目的是什麼呢？新的冒險就這樣展開…… | 第九章之後，具體時間差未明     |
| 第八章   | 白金篇                        | 普蘭汀娜、戴亞、帕爾                                                 | 銀河隊（以冥王為主）      | 在槍柱決戰後的兩週，普蘭汀娜正為了尋找原本兩位保鏢的下落的時候，她的母親－柳瀨教授（ヤナセ）要求她調查有關「毀壞的世界（崩潰的世界）」的情報，普蘭汀娜為調查這件事，特意購入名勝區的別墅。調查方法是挑戰神奧地區的對戰開拓區，挑戰各種設施的開拓之腦和訓練員們取得有關「崩潰的世界」的情報。同時，遇到與柳瀨聯絡了的國際刑警－大帥，他為了追跡銀河隊的殘黨而潛入對戰開拓區一起合作。 另一方面，戴亞蒙德和帕爾為了調查在決戰時冥王遺留下的記事本，也與神奧協會的理事長及足跡博士展開了調查行動。 | 第七章兩週後                   |
| 第九章   | 心金·魂銀篇                   | 阿金、阿銀、克麗絲                                                   | 火箭隊（以四將軍為主）    | 在基拉祈事件結束後三年，在城都地區，火箭隊又有新的陰謀，這次他們的目標是「創造神奇寶貝」－阿爾宙斯。 - 本章為本系列首次採用逆流時間軸，時間設定在第七章數年前。 | 第六章三年後                   |
| 第十章   | 黑·白篇                       | 布萊克、懷特                                                         | 電漿隊                    | 以稱霸合眾聯盟為目標的布萊克，在一次意外中成為懷特的演藝公司「BW藝能公司」的員工以債還巨額。這時突然出現了神秘的組織「電漿隊」正宣揚其目的－解放神奇寶貝。布萊克認為電漿隊曲解其意義，誤導人們解放神奇寶貝，使大量神奇寶貝被人類遺棄，甚至連沒有這個意願的訓練家和神奇寶貝電漿隊也強行干涉，於是並展開了與電漿隊的一連串對抗…… - 本章於2011年在美國和法國先行推出連載先行本，日本直至2013年年初才推出第一本正式單行本。美版全20集、法版全9集。 - 美版與法版在封面及單冊包含的量皆不同，美版每本約3、4回、法版約7、8回。 | 第八章數年後，具體時間差未明   |
| 第十一章 | 黑2·白2篇                     | 黑次、白慈、 布萊克、懷特                                            | 電漿隊                    | 合眾聯盟事件結束兩年後，電漿隊再次捲土重來，少年國際刑警黑次為了調查與兩年前事件相關的電漿隊成員，而潛入檜扇市的神奇寶貝訓練家學園臥底。 與此同時，神祕的少女轉學生白慈也轉到了這間學校，她的真實身分並是黑次要找的前電漿隊成員，以及一名曾被電漿隊奪去重要的神奇寶貝，而決心要變強與之對抗的少年阿修也在他們班上。這三人將會擦出什麼樣的火花，以及電漿隊新的陰謀又是什麼呢？ | 第十章兩年後                   |
| 第十二章 | X·Y篇                         | 艾克斯、華依、小茂                                                   | 閃焰隊                    | 艾克斯是一名曾在兒童盃大會奪得冠軍的天才訓練家，然而由於受到記者不斷騷擾，使得他內心產生陰影，開始足不出戶不再想成為訓練家，他的好友華依、莎娜、瑅耶爾諾和特洛巴因此不時來關心他。某日，傳說神奇寶貝－哲爾尼亞斯和伊裴爾塔爾突然出現在艾克斯居住的朝香鎮上大亂，這時神秘的團體「閃焰隊」也開始行動了，他們除了追蹤傳說神奇寶貝的活動外，還計劃奪取艾克斯偶然得到的百萬環。百萬環具有能讓神奇寶貝百萬進化的能力，本章並是圍繞著百萬進化而展開…… - 本章於2014年在日本首次推出先行本，收錄約7回，僅收錄《CoroCoro Ichiban！》的進度（另曾連載於《Pokémon Fan》上）。全6集，正式單行本將於日後推出。 - 台版亦推出全6集，並於網路平台《無限誌》連載完畢。 - 美版亦有引進，全12集，單冊收錄的量較日版的少（同黑.白篇先行本）。 | 第十一章之後，具體時間差未明   |
| 第十三章 | 終結紅寶石·始源藍寶石篇       | 路比、莎菲雅、米拉特、 小智、小藍                                    | 無                        | 巨大隕石即將襲來，為了保護這個世界，路比、莎菲雅和米拉特即將展開百萬進化的特訓，並於十天內想辦法阻止巨大隕石撞擊星球。 - 本章為首個於網路上連載的章節，連載於《Club Sunday》（クラブサンデー）上，後來轉移至《Sunday Webry》（サンデーうぇぶり）上連載。 - 本章繼X.Y篇，於2015年在日本推出先行本，全3集。 - 台版亦有引進先行本，全3集推出完畢。 | 第六章三年後，與第九章同年稍後 |
| 第十四章 | 太陽·月亮·究極之日·究極之月篇 | 桑恩、暮恩                                                           | 骷髏隊、 以太基金會       | - 本章於2017年在日本推出先行本，全6集。 - 台版亦有引進先行本，全6集推出完畢。 | 第十二章兩個月後               |
| 第十五章 | 劍·盾篇                       | 創人、希露朵米莉雅                                                   | 馬洛科蒙集團、 西索二人組 | - 本章於2020年在日本推出先行本，全7集。 - 台版亦有引進先行本，全7集推出完畢。 |                                |
| 第十六章 | 朱·紫篇                       | 維爾利特（バイオレット）、史嘉蕾特（スカーレット）                   |                           | - 本章於2024年在日本推出先行本，目前出至3集。 |                                |

## 登場人物
《神奇寶貝特別篇》的主角群以「圖鑑持有人」為主，「圖鑑持有人」是被各地區的博士授予神奇寶貝圖鑑的訓練家。
截至第十五章劍·盾篇，共有二十三位圖鑑持有人，按地區和世代可區分為：
關都組
- 小智（赤紅）、小茂（青綠）、小藍、小洛（小黃）

城都組
- 阿金、阿銀、克麗絲 / 克麗絲塔兒

豐緣組
- 路比、莎菲雅、米拉特

神奧組
- 戴亞 / 戴亞蒙德、帕爾、普蘭汀娜

合眾組
- 布萊克、懷特、黑次、白慈

卡洛斯組
- 艾克斯、華依

阿羅拉組
- 桑恩、暮恩

伽勒爾組
- 創人、希露朵米莉雅

帕底亞組
- 維爾利特、史嘉蕾特

## 保育家外傳
日下和山本亦曾於2006年及2008年在網路上推出過「保育家」遊戲的短篇宣傳漫畫，分為「W任務篇」和「風湧篇」兩部，主角分別為遊戲中的主角風月和日向，以及創一和小瞳。此系列被視為特別篇的外傳，並且於40集正式與本傳作連結。後來「W任務篇」第一回被收錄於2016年推出的特別篇藝術集中。
而目前保育家遊戲第三作「光之軌跡」並無計劃推出相關漫畫。

## 單行本
有「*」為限定版。
| 冊數 | 小學館         | 小學館                                         | 青文出版社     | 青文出版社             | 香港青文出版社 | 香港青文出版社         | 吉林美術出版社 | 吉林美術出版社         |
| 冊數 | 發售日         | ISBN                                           | 發售日         | ISBN                   | 發售日         | ISBN                   | 發售日         | ISBN                   |
| ---- | -------------- | ---------------------------------------------- | -------------- | ---------------------- | -------------- | ---------------------- | -------------- | ---------------------- |
| 1    | 1997年8月8日   | ISBN 4-09-149331-9                             |                | ISBN 957-595-395-9     |                | ISBN 962-8712-29-2     |                | ISBN 978-7-5386-1742-9 |
| 2    | 1997年12月16日 | ISBN 4-09-149332-7                             |                | ISBN 957-595-507-2     |                | ISBN 962-8712-63-2     |                | ISBN 978-7-5386-1742-9 |
| 3    | 1998年5月28日  | ISBN 4-09-149333-5                             |                | ISBN 957-595-651-6     |                | ISBN 962-8760-02-5     |                | ISBN 978-7-5386-1742-9 |
| 4    | 1998年12月16日 | ISBN 4-09-149334-3                             |                | ISBN 957-595-814-4     |                | ISBN 962-8760-03-3     |                | ISBN 978-7-5386-1742-9 |
| 5    | 1999年4月26日  | ISBN 4-09-149335-1                             |                | ISBN 957-595-955-8     |                | ISBN 962-8760-04-1     |                | ISBN 978-7-5386-1742-9 |
| 6    | 1999年11月26日 | ISBN 4-09-149336-X                             |                | ISBN 957-509-058-6     |                | ISBN 962-8760-05-X     |                | ISBN 978-7-5386-1742-9 |
| 7    | 2000年4月26日  | ISBN 4-09-149337-8                             |                | ISBN 957-509-393-3     |                | ISBN 962-8786-67-9     |                | ISBN 978-7-5386-1742-9 |
| 8    | 2001年8月8日   | ISBN 4-09-149338-6                             |                | ISBN 957-509-478-6     |                | ISBN 962-8822-15-2     |                | ISBN 978-7-5386-1742-9 |
| 9    | 2001年8月8日   | ISBN 4-09-149339-4                             |                | ISBN 957-509-554-5     |                | ISBN 962-8822-39-X     |                | ISBN 978-7-5386-1742-9 |
| 10   | 2001年8月8日   | ISBN 4-09-149340-8                             |                | ISBN 957-509-697-5     |                | ISBN 962-8822-69-1     |                | ISBN 978-7-5386-1742-9 |
| 11   | 2001年12月25日 | ISBN 4-09-149711-X                             |                | ISBN 957-509-886-2     |                | ISBN 962-8822-93-4     |                | ISBN 978-7-5386-1742-9 |
| 12   | 2002年4月26日  | ISBN 4-09-149712-8                             |                | ISBN 957-509-991-5     |                | ISBN 962-8906-13-5     |                | ISBN 978-7-5386-1742-9 |
| 13   | 2002年8月8日   | ISBN 4-09-149713-6                             |                | ISBN 986-156-097-1     |                | ISBN 962-8906-29-1     |                | ISBN 978-7-5386-1742-9 |
| 14   | 2003年1月28日  | ISBN 4-09-149714-4                             |                | ISBN 986-156-196-X     |                | ISBN 962-8906-40-2     |                | ISBN 978-7-5386-1742-9 |
| 15   | 2003年7月28日  | ISBN 4-09-149715-2                             |                | ISBN 986-156-224-9     |                | ISBN 962-8906-56-9     |                | ISBN 978-7-5386-1816-7 |
| 16   | 2003年10月28日 | ISBN 4-09-149716-0                             |                | ISBN 986-156-266-4     |                | ISBN 978-962-8906-69-7 |                | ISBN 978-7-5386-1816-7 |
| 17   | 2004年2月28日  | ISBN 4-09-149717-9                             |                | ISBN 986-156-457-8     |                | ISBN 978-962-8906-93-2 |                | ISBN 978-7-5386-1816-7 |
| 18   | 2004年6月19日  | ISBN 4-09-149718-7                             |                | ISBN 986-156-607-4     |                | ISBN 978-962-8981-03-8 |                | ISBN 978-7-5386-1816-7 |
| 19   | 2004年10月28日 | ISBN 4-09-149719-5                             |                | ISBN 986-156-731-3     |                | ISBN 978-962-8981-11-3 |                | ISBN 978-7-5386-1816-7 |
| 20   | 2005年4月26日  | ISBN 4-09-149720-9                             |                | ISBN 978-986-156-885-0 |                | ISBN 978-962-8981-21-2 |                | ISBN 978-7-5386-1816-7 |
| 21   | 2005年12月24日 | ISBN 4-09-140096-5                             |                | ISBN 978-986-209-036-7 |                | ISBN 978-962-8981-31-1 |                | ISBN 978-7-5386-1816-7 |
| 22   | 2006年8月28日  | ISBN 4-09-140228-3                             |                | ISBN 978-986-209-190-6 |                | ISBN 978-962-8981-40-3 |                | ISBN 978-7-5386-2258-4 |
| 23   | 2006年10月27日 | ISBN 4-09-140254-2                             |                | ISBN 978-986-209-348-1 |                | ISBN 978-962-8981-46-5 |                | ISBN 978-7-5386-2258-4 |
| 24   | 2007年1月26日  | ISBN 978-4-09-140318-6                         |                | ISBN 978-986-209-434-1 |                | ISBN 978-962-8981-52-6 |                | ISBN 978-7-5386-2258-4 |
| 25   | 2007年3月28日  | ISBN 978-4-09-140329-2                         |                | ISBN 978-986-209-682-6 |                | ISBN 978-962-8981-60-1 |                | ISBN 978-7-5386-2258-4 |
| 26   | 2007年6月23日  | ISBN 978-4-09-140366-7                         |                | ISBN 978-986-209-783-0 |                | ISBN 978-962-8981-66-3 |                | ISBN 978-7-5386-3121-0 |
| 27   | 2007年8月28日  | ISBN 978-4-09-140398-8 *ISBN 978-4-09-159050-3 |                | ISBN 978-986-256-006-8 |                | ISBN 978-962-8981-71-7 |                | ISBN 978-7-5386-4091-5 |
| 28   | 2007年12月25日 | ISBN 978-4-09-140456-5                         |                | ISBN 978-986-256-090-7 |                | ISBN 978-962-8981-85-4 |                | ISBN 978-7-5386-4185-1 |
| 29   | 2008年11月27日 | ISBN 978-4-09-140743-6                         |                | ISBN 978-986-256-332-8 |                | ISBN 978-962-8981-98-4 |                | ISBN 978-753-865-170-6 |
| 30   | 2008年12月25日 | ISBN 978-4-09-140770-2                         |                | ISBN 978-986-256-512-4 |                | ISBN 978-988-8044-05-4 |                | ISBN 978-753-866-018-0 |
| 31   | 2009年3月27日  | ISBN 978-4-09-140799-3                         |                | ISBN 978-986-256-634-3 |                | ISBN 978-988-8044-15-3 |                | ISBN 978-7-5386-4815-7 |
| 32   | 2009年6月20日  | ISBN 978-4-09-140839-6                         |                | ISBN 978-986-256-745-6 |                | ISBN 978-988-8044-26-9 |                | ISBN 978-7-5386-6952-7 |
| 33   | 2009年10月28日 | ISBN 978-4-09-140868-6                         |                | ISBN 978-986-256-880-4 |                | ISBN 978-988-8044-37-5 |                | ISBN 978-7-5386-7185-8 |
| 34   | 2010年2月26日  | ISBN 978-4-09-140887-7                         |                | ISBN 978-986-310-072-0 |                | ISBN 978-988-8044-43-6 |                | ISBN 978-7-5386-5863-7 |
| 35   | 2010年5月28日  | ISBN 978-4-09-141057-3                         |                | ISBN 978-986-310-125-3 |                | ISBN 978-988-8044-51-1 |                | ISBN 978-7-5386-8191-8 |
| 36   | 2010年8月27日  | ISBN 978-4-09-141118-1                         |                | ISBN 978-986-310-186-4 |                | ISBN 978-988-8044-58-0 |                | ISBN 978-7-5386-8305-9 |
| 37   | 2010年11月26日 | ISBN 978-4-09-141207-2                         |                | ISBN 978-986-310-260-1 |                | ISBN 978-988-8044-63-4 |                | ISBN 978-7-5386-9869-5 |
| 38   | 2011年2月28日  | ISBN 978-4-09-141208-9                         |                | ISBN 978-986-310-402-5 |                | ISBN 978-988-8044-66-5 |                | ISBN 978-7-5575-4348-8 |
| 39   | 2011年7月28日  | ISBN 978-4-09-141314-7                         |                | ISBN 978-986-310-517-6 |                | ISBN 978-988-8044-71-9 |                | ISBN 978-7-5575-4349-5 |
| 40   | 2012年5月28日  | ISBN 978-4-09-141468-7                         |                | ISBN 978-986-310-633-3 |                | ISBN 978-988-8044-81-8 |                | ISBN 978-7-5575-4350-1 |
| 41   | 2012年6月28日  | ISBN 978-4-09-141497-7                         |                | ISBN 978-986-310-873-3 |                | ISBN 978-988-8044-83-2 |                | ISBN 978-7-5575-5310-4 |
| 42   | 2012年10月26日 | ISBN 978-4-09-141537-0                         |                | EAN 4718016009592      |                | ISBN 978-988-8044-90-0 |                | ISBN 978-7-5575-5310-4 |
| 43   | 2013年1月25日  | ISBN 978-4-09-141583-7                         |                | EAN 4718016011656      |                | ISBN 978-988-8304-06-6 |                | ISBN 978-7-5575-5310-4 |
| 44   | 2013年3月28日  | ISBN 978-4-09-141644-5                         |                | EAN 4718016013162      |                | ISBN 978-988-8304-11-0 |                | ISBN 978-7-5575-5310-4 |
| 45   | 2013年6月28日  | ISBN 978-4-09-141684-1                         |                | EAN 4718016014466      |                | ISBN 978-988-8304-17-2 |                | ISBN 978-7-5575-5310-4 |
| 46   | 2013年7月26日  | ISBN 978-4-09-141688-9                         |                | EAN 4718016015845      |                | ISBN 978-988-8304-24-0 |                | ISBN 978-7-5575-5310-4 |
| 47   | 2013年8月24日  | ISBN 978-4-09-141587-5                         |                | EAN 4718016016514      |                | ISBN 978-988-8304-43-1 |                | ISBN 978-7-5575-5310-4 |
| 48   | 2013年11月28日 | ISBN 978-4-09-141625-4                         |                | EAN 4718016018068      |                | ISBN 978-988-8304-49-3 |                | ISBN 978-7-5575-5310-4 |
| 49   | 2014年1月25日  | ISBN 978-4-09-141699-5                         | 2016年6月25日  | EAN 4718016018679      |                | ISBN 978-988-8304-84-4 |                | ISBN 978-7-5575-5310-4 |
| 50   | 2014年3月25日  | ISBN 978-4-09-141708-4 *ISBN 978-4-09-159185-2 | 2016年8月25日  | EAN 4718016019232      |                | ISBN 978-988-8304-99-8 |                | ISBN 978-7-5575-5310-4 |
| 51   | 2014年7月25日  | ISBN 978-4-09-141809-8                         | 2016年10月25日 | EAN 4718016020214      |                | （未出版）             |                | ISBN 978-7-5575-5310-4 |
| 52   | 2014年12月26日 | ISBN 978-4-09-141894-4                         | 2016年12月25日 | EAN 4718016021150      |                | （未出版）             |                | ISBN 978-7-5575-5310-4 |
| 53   | 2017年8月8日   | ISBN 978-4-09-142412-9                         | 2018年3月8日   | EAN 4718016027107      |                | （未出版）             |                | ISBN 978-7-5575-5310-4 |
| 54   |                |                                                |                |                        |                | （未出版）             | 出版预定       | ISBN 978-7-5575-7561-8 |
| 55   |                |                                                |                |                        |                | （未出版）             | 出版预定       | ISBN 978-7-5575-7561-8 |
| 56   |                |                                                |                |                        |                | （未出版）             | 出版预定       | ISBN 978-7-5575-7561-8 |
| 57   |                |                                                |                |                        |                | （未出版）             | 出版预定       | ISBN 978-7-5575-7561-8 |
| 58   |                |                                                |                |                        |                | （未出版）             | 出版预定       | ISBN 978-7-5575-7561-8 |
| 59   |                |                                                |                |                        |                | （未出版）             | 出版预定       | ISBN 978-7-5575-7561-8 |
| 60   |                |                                                |                |                        |                | （未出版）             | 出版预定       | ISBN 978-7-5575-7561-8 |
| 61   |                |                                                |                |                        |                | （未出版）             | 出版预定       | ISBN 978-7-5575-7561-8 |

## 外部連結
- 神奇寶貝特別篇日本官方網站 （页面存档备份，存于）
- Komica Wiki 神奇寶貝特別篇
- 巴哈資料庫 神奇寶貝特別篇 （页面存档备份，存于）